# Christophe Barratier
Christophe Barratier (Parigi, 17 giugno 1963) è un regista e produttore cinematografico francese.

## Biografia
Si è diplomato alla Scuola normale di musica di Parigi, ricevendo nel corso degli anni numerosi premi internazionali. Il suo strumento è la chitarra. Nel 1991 è entrato a far parte della società di produzione di suo zio, Jacques Perrin, la Galatée films. Ha lavorato come produttore e assistente di regia fino al 2001, anno del suo primo cortometraggio, Les tombales, adattamento della omonimo racconto di Guy de Maupassant.
Nel 2004 ha girato il suo primo lungometraggio, Les choristes - I ragazzi del coro, un toccante film sul rapporto tra infanzia e musica con Gérard Jugnot. Ha riscosso grande successo di pubblico e critica, guadagnandosi due candidature per il Premio Oscar come miglior film straniero e come miglior canzone originale.

## Filmografia
- Volami via (Envole-moi), (2021)
- Il tempo dei segreti (Le Temps des secrets), (2022)